# Luigi di Borbone-Vendôme (1473-1520)
Luigi di Borbone-Vendôme, principe di La Roche-sur-Yon (autunno 1473 – 10 novembre 1520), era figlio di Giovanni di Borbone-Vendôme e di Isabelle de Beauvau, dama di La Roche-sur-Yon.

## Biografia

Stemma di Luigi di Borbone-Montpensier: D'azzurro a tre gigli d'oro con un bastone scorciato di rosso caricato al franco quartiere di un crescente d'argento.

Accompagnò Carlo VIII di Francia a Napoli durante la prima delle Guerre Italiane del Rinascimento. Ripartì poi con Luigi XII per le due spedizioni seguenti, poi combatté con Francesco I a Marignan.
Luigi sposò il 21 marzo 1508 a Moulins Luisa di Borbone-Montpensier (1482 † 1561), duchessa di Montpensier, figlia di Gilberto di Borbone-Montpensier, conte di Montpensier, e di Clara Gonzaga;

## Discendenza
Luigi e Luisa ebbero tre figli:
- Suzanne (1508 † 1570), sposatasi nel 1529 con Claude de Rieux (+1532);
- Luigi III (1513 † 1582), duca di Montpensier;
- Carlo (1515 † 1565), principe di La Roche-sur-Yon.

Luigi ebbe anche un figlio illegittimo, Louis detto Helvis († 1565), vescovo di Langres.

## Ascendenza
|                                  |                    |                       | Genitori                  |  |  | Nonni |  |  | Bisnonni                        |  |  | Trisnonni                      |  |
|                                  |                    |                       |                           |  |  |       |  |  | Giovanni I di Borbone-La Marche |  |  | Giacomo I di Borbone-La Marche |  |
|                                  |                    |                       |                           |  |  |       |  |  | Giovanni I di Borbone-La Marche |  |  | Giacomo I di Borbone-La Marche |  |
|                                  |                    | Giovanna di Châtillon |                           |  |  |       |  |  | Giovanni I di Borbone-La Marche |  |  |                                |  |
| Luigi I di Borbone-Vendôme       |                    |                       |                           |  |  |       |  |  | Giovanni I di Borbone-La Marche |  |  |                                |  |
|                                  |                    | Caterina di Vendôme   | Giovanni VI di Vendôme    |  |  |       |  |  |                                 |  |  |                                |  |
|                                  |                    | Caterina di Vendôme   | Giovanni VI di Vendôme    |  |  |       |  |  |                                 |  |  |                                |  |
|                                  |                    | Caterina di Vendôme   | Joan di Ponthieu          |  |  |       |  |  |                                 |  |  |                                |  |
| Giovanni VIII di Borbone-Vendôme |                    | Caterina di Vendôme   |                           |  |  |       |  |  |                                 |  |  |                                |  |
|                                  |                    | Guy XIII de Laval     | Raoul IX de Montfort      |  |  |       |  |  |                                 |  |  |                                |  |
|                                  |                    | Guy XIII de Laval     | Raoul IX de Montfort      |  |  |       |  |  |                                 |  |  |                                |  |
|                                  |                    | Guy XIII de Laval     | Jeanne de Kergorlay       |  |  |       |  |  |                                 |  |  |                                |  |
| Jeanne de Laval                  |                    | Guy XIII de Laval     |                           |  |  |       |  |  |                                 |  |  |                                |  |
|                                  |                    | Anne de Laval         | Guy XII de Laval          |  |  |       |  |  |                                 |  |  |                                |  |
|                                  |                    | Anne de Laval         | Guy XII de Laval          |  |  |       |  |  |                                 |  |  |                                |  |
|                                  |                    | Anne de Laval         | Jeanne de Laval-Tinténiac |  |  |       |  |  |                                 |  |  |                                |  |
| Luigi di Borbone-Vendôme         |                    | Anne de Laval         |                           |  |  |       |  |  |                                 |  |  |                                |  |
|                                  | Pierre de Beauveau | Jean de Beauvau       |                           |  |  |       |  |  |                                 |  |  |                                |  |
|                                  | Pierre de Beauveau | Jean de Beauvau       |                           |  |  |       |  |  |                                 |  |  |                                |  |
|                                  | Pierre de Beauveau | Jeanne de Tigny       |                           |  |  |       |  |  |                                 |  |  |                                |  |
| Louis de Beauvau                 | Pierre de Beauveau |                       |                           |  |  |       |  |  |                                 |  |  |                                |  |
|                                  |                    | Jeanne de Craon       | Pierre de Craon           |  |  |       |  |  |                                 |  |  |                                |  |
|                                  |                    | Jeanne de Craon       | Pierre de Craon           |  |  |       |  |  |                                 |  |  |                                |  |
|                                  |                    | Jeanne de Craon       | Jeanne de Châtillon       |  |  |       |  |  |                                 |  |  |                                |  |
| Isabelle de Beauvau              |                    | Jeanne de Craon       |                           |  |  |       |  |  |                                 |  |  |                                |  |
|                                  |                    | Ferri V de Chambley   | Ferri IV de Chambley      |  |  |       |  |  |                                 |  |  |                                |  |
|                                  |                    | Ferri V de Chambley   | Ferri IV de Chambley      |  |  |       |  |  |                                 |  |  |                                |  |
|                                  |                    | Ferri V de Chambley   | Ermengarde de Florange    |  |  |       |  |  |                                 |  |  |                                |  |
| Marguerite de Chambley           |                    | Ferri V de Chambley   |                           |  |  |       |  |  |                                 |  |  |                                |  |
|                                  |                    | Jeanne de Launoy      | …                         |  |  |       |  |  |                                 |  |  |                                |  |
|                                  |                    | Jeanne de Launoy      | …                         |  |  |       |  |  |                                 |  |  |                                |  |
|                                  |                    | Jeanne de Launoy      | …                         |  |  |       |  |  |                                 |  |  |                                |  |
|                                  |                    | Jeanne de Launoy      |                           |  |  |       |  |  |                                 |  |  |                                |  |